# Rita Da Re
Rita Da Re (Ferrara, 28 marzo 1947 – Ferrara, 2 maggio 2008) è stata una scultrice e pittrice italiana.

## Biografia
Frequentò l'istituto d'arte Dosso Dossi di Ferrara sotto la guida di Laerte Milani e Nemesio Orsatti, perfezionandosi poi presso l'Accademia di belle arti di Bologna con Umberto Mastroianni. A soli 18 anni vinse il 1° Premio di scultura Città di Ferrara, presentando un bozzetto ad un concorso bandito per un monumento al 25 aprile. partecipando poi al Concorso Internazionale del bronzetto di Padova e alla Biennale del bronzetto dantesco di Ravenna. 
Nel 1966, con Gabriele Turola e altri studenti della scuola "Dosso Dossi", realizzò le formelle in cotto per Via Crucis nella chiesa parrocchiale di Sant'Antonio a Montalbano, frazione di Ferrara. Al periodo giovanile risale anche la terracotta raffigurante una Madonna col Bambino collocata in una edicola di Via Porta San Pietro a Ferrara. Nel 1972 e '74 fu presente alla mostra internazionale di scultura all'aperto Fondazione Pagani mentre quattro anni dopo tenne una personale di scultura e grafica al centro attività visive di Palazzo dei Diamanti. Nel 1979 realizzò la scultura per il 50° Premio Letterario Viareggio, iniziando nel contempo un'intensa attività didattica che la portò negli anni quale preside in diversi licei artistici d'Italia: Verona, Bologna, Padova, Ravenna e Venezia, pensionandosi con la direzione della scuola media di Sant'Agostino.
Nel 1986 vinse il Premio Niccolini bandito dalla Cassa di Risparmio di Ferrara e successivamente tenne diverse mostre personali tra cui Venezia (1988, Galleria Il Traghetto) e la partecipazione all'esposizione internazionale Saletta Ancora a Lido Adriano (1990). Nel 1991, in coppia con Gabriele Turola, suo ex compagno di studi del Dosso Dossi, allestì una mostra intitolata I sogni nel cassetto nella cinquecentesca casa dell'Ariosto. Successive personali furono presentate al centro civico di Pontelagoscuro, nel chiostro della basilica di San Giorgio a Ferrara e al municipio di Mirabello.
Se nella sua prima mostra personale Rita Da Re dimostrava interesse per le forme "primarie" simili a uova ed embrioni, nella linea di Alberto Viani, in seguito approdò ad una sorta di surrealismo scenografico e polimaterico, pervaso di sensualità femminile, con particolare attenzione per la resa di parti del corpo umano.
La Da Re alternava la scultura alla pittura, come dimostrano alcune sue opere collocate permanentemente in spazi pubblici: nel parco di scultura viva di Palazzo Massari a Ferrara è un petroso Amplesso (donato nel 1978 al Comune dopo esser stato esposto alla sua personale a Palazzo dei Diamanti); nel centro civico di Pontelagoscuro è il quadro a olio Il mito di Fetonte, come pure dipinta a olio è una stazione della Via Crucis posta nella cappella della Casa Circondariale di Ferrara (le altre stazioni sono state eseguite da Antonio Placido Torresi, Gianni Cestari e altri loro sodali).
Del 2007 è l'ultima sua mostra Organi dei sensi, allestita presso il chiostro della Chiesa di San Paolo di Ferrara. 
Affetta da problemi cardiaci dall'età di 36 anni, venne trovata deceduta a soli sessantun anni dal fratello Antonio nella sua abitazione nel centro di Ferrara, a seguito di un fatale infarto avvenuto qualche ora prima.
A un mese dalla morte venne inaugurato il suo monumento a Niccolò Copernico, intitolato Uomo tecnologico, nel cortile dell'istituto tecnico di Pontegradella. Nella primavera 2010 il comune di Ferrara le tributò un omaggio allestendo una retrospettiva nella Casa di Ludovico Ariosto.
La sua scultura in marmo nero Apparenza del 1977 è conservata nella collezione d'arte dell'ex CARIFE.